# Schody mrtvých
Dřevěné schody mrtvých nebo též schodiště mrtvých v Moravské Třebové tvoří přístupovou cestu na hřbitov na Křížovém vrchu. Společně se hřbitovním kostelem Nalezení sv. Kříže a márnicí byly vyhlášeny nemovitou kulturní památkou.

## Historie
Schody pocházejí z roku 1575 a byly postaveny Janem z Boskovic.

## Vzhled
Schodiště je kryté šindelovou střechou. Vstup tvoří renesanční portál s nápisem Selig sind die Todten, die im Herr sterben (Blahoslaveni jsou mrtví, kteří umírají v Pánu). Nápis odkazuje na novozákonní apokalyptické Zjevení Janovo (Zj 14, 13). Připojen je letopočet 1575, znak pánů z Boskovic a moravská orlice. 

## Přístup
Přístup ke Schodům mrtvých je po Cestě od renesance k baroku, turistické stezce, jejíž jsou součástí. Z dolní části je k nim přístup z jihozápadní strany od mostu přes Třebůvku, na opačné straně je pak přístup z cesty na hřbitov, ke hřbitovnímu kostelu a lapidáriu.